# Fischeria blepharopetala
Fischeria blepharopetala är en oleanderväxtart som beskrevs av Joseph Blake. Fischeria blepharopetala ingår i släktet Fischeria och familjen oleanderväxter. Inga underarter finns listade i Catalogue of Life.